# Artiom
Artiom ist ein männlicher Vorname.

## Namensträger
- Artiom Arshansky (* 1991), israelischer Judoka
- Artiom Kiourengian (* 1976), ehemaliger griechischer Ringer armenischer Abstammung
- Artiom Konovalov (* 1990), ehemaliger österreichischer Eishockeytorwart